# Incident in New Baghdad
Incident in New Baghdad (englisch für: Vorfall/Zwischenfall in Neu-Bagdad) ist ein US-amerikanischer Dokumentar-Kurzfilm von James Spione aus dem Jahr 2011. Er behandelt die Luftangriffe auf Bagdad am 12. Juli 2007.
Die Premiere des Kurzfilms fand am 24. April 2011 auf dem Tribeca Film Festival 2011 statt, bei welchem er den Preis in der Kategorie „Beste Kurzdokumentation“ erhielt. Beim Rhode Island International Film Festival holte der Dokumentarfilm den großen Preis in der gleichen Kategorie, wobei beim Tallgrass Film Festival der Publikumspreis an Incident in New Baghdad ging.
Um eine Kinoveröffentlichung in Los Angeles und damit auch eine Oscarnominierung zu ermöglichen, nutzte James Spione die Crowdfunding-Plattform Kickstarter. Dabei nahm er 11.960 US-Dollar ein, wobei sein ursprüngliches Ziel bei 7.850 US-Dollar lag. Am 24. Januar 2011 wurde der Dokumentarfilm daraufhin für einen Oscar 2012 in der Kategorie Bester Dokumentar-Kurzfilm nominiert.

## Handlung
Die Geschichte erzählt von den Luftangriffen auf Bagdad am 12. Juli 2007, die durch die Veröffentlichung von Originalaufnahmen unter dem Namen Collateral Murder durch WikiLeaks weltweite Bekanntheit erreichten, aus der Perspektive von Ethan McCord. McCord war einer der ersten sechs Soldaten, die als Bodentruppen zum Einsatzort kamen, nachdem die Luftangriffe stattgefunden hatten. Bei dem Angriff auf „New Baghdad“ (arabisch: Baghdād al-dschadīda, بغداد الجديدة; deutsch „Neu-Bagdad“) kamen zwischen 12 und 18 Menschen ums Leben und zwei Kinder von fünf und zehn Jahren wurden verletzt. Ethan McCord erzählt in der Kurzdokumentation von seinen Eindrücken am Einsatzort und wie diese sein Leben nachhaltig beeinflussten. McCord erlitt eine Posttraumatische Belastungsstörung und wurde zum Gegner des Irakkrieges.